# Giovanni Ceruti
Giovanni Ceruti (Valpiana, 1º ottobre 1842 – Milano, 25 maggio 1907) è stato un ingegnere e architetto italiano.

## Biografia
Nato in Piemonte, nell'allora Regno di Sardegna, studiò all'Università degli Studi di Pavia e alla Scuola di Applicazione per gli Ingegneri di Torino (futuro Politecnico). Trasferitosi a Milano, si laureò nel 1857 in Ingegneria civile al Regio Istituto Tecnico di Ingegneria (futuro Politecnico) e, iniziata l'attività professionale, si diplomò alla scuola di architettura diretta da Camillo Boito presso l'Accademia di belle arti di Brera.
Attivo prevalentemente nel capoluogo lombardo, di lui si ricordano lo stile improntato all'eclettismo e al neo-gotico; suo l'adattamento di Villa Frizzoni ad uso del Grand Hôtel Bellagio, sul lago di Como, commissionatogli dalla Società dei Grandi Alberghi in Italia; suo il progetto di demolizione del vecchio quartiere centrale di Acqui Terme (Alessandria) per fare posto al fabbricato delle terme e alla fontana La bollente; sempre ad Aqui progettò la villa del marchese Scotti.
È del Ceruti il progetto generale dell'aprile del 1880 dell'Esposizione Nazionale di Milano 1881; nell'anno successivo, Ceruti progetta l'adattamento ad uso dell'albergo Il Continentale di palazzo Loria di via Manzoni a Milano, opera del 1865 dell'architetto Luigi Clerichetti.
Nel 1883 il Ceruti partecipò, non aggiudicandoselo, al concorso per il monumento delle Cinque giornate di Milano e nel 1886 al concorso internazionale per una nuova facciata del Duomo. Verso il 1885 realizzò in stile gotico a Cassago in Brianza il Mausoleo Visconti di Modrone e al Cimitero Monumentale di Milano eresse, fra il 1886 e il 1887, l'edicola Vitali.
Una volta demoliti i padiglioni dell'Esposizione Nazionale del 1881, il Ceruti, avendo per quest'area il comune di Milano previsto la creazione di nuovi, grandi giardini pubblici, progettò lungo il corso Venezia il Museo civico di storia naturale. Il progetto fu redatto nel 1888 e la costruzione fu terminata nel 1893.
Fra i lavori minori si ricordano il compimento del campanile della Cattedrale di Lecco; a Varallo la facciata del Santuario del Sacro Monte, l'asilo e il cimitero.
Fu bersagliere volontario di Garibaldi a Vezza d'Edolo.